# Bébé est socialiste
Bébé est socialiste è un cortometraggio muto del 1911 diretto da Louis Feuillade.

## Produzione
Il film fu prodotto dalla Société des Etablissements L. Gaumont

## Distribuzione
Distribuito dalla Société des Etablissements L. Gaumont, uscì nelle sale cinematografiche francesi nel dicembre 1911. Il film era conosciuto anche con i titoli Bébé partisan de la sociale e Bébé socialiste.